# モリス・マクホーン
モリス・マクホーン（Morris (Mo) McHone,1943年？月？日-）は、アメリカ合衆国のバスケットボールの指導者。1983年にNBAのサンアントニオ・スパーズのヘッドコーチを務め、通算で、レギュラーシーズン、31試合を指揮し、11勝20敗、プレイオフは6試合2勝4敗の成績を残した。

## 経歴
サンアントニオ・スパーズのスタン・アルベックの下でアシスタントコーチを務めていたが、1983-84シーズンアルベックの移籍に伴いヘッドコーチに昇格したが、成績が振るわず解雇され、ボブ・バスに引き継がれた。